# Thore Jacobsen
Thore-Andreas Jacobsen (* 19. April 1997 in Henstedt-Ulzburg) ist ein deutscher Fußballspieler.

## Karriere

### Im Verein
Über den TSV Nahe kam Jacobsen 2009 in die Jugendabteilung des Bundesligisten Hamburger SV, die er in den folgenden sechs Jahren durchlief. Als 18-Jähriger wechselte er zu Werder Bremen, für dessen Nachwuchsmannschaft er in der A-Junioren-Bundesliga spielte. Mit der zweiten Mannschaft von Werder Bremen spielt er seit 2015 in der 3. Liga; dort wird Jacobsen meistens im Mittelfeld eingesetzt.
Am 21. Januar 2018 stand Jacobsen unter Trainer Florian Kohfeldt, der ihn bereits in der zweiten Mannschaft trainiert hatte, erstmals im Spieltagskader zu einem Bundesligaspiel, wurde bei der 2:4-Niederlage beim FC Bayern München jedoch nicht eingewechselt. Ende März 2018 erhielt Jacobsen seinen ersten Profivertrag.
Zur Saison 2018/19 rückte Jacobsen fest in den Kader der ersten Mannschaft auf. Im Bundesligakader konnte er sich allerdings nicht durchsetzen und kam zu keinem Einsatz. Der Mittelfeldspieler kam stattdessen zu zehn Einsätzen in der zweiten Mannschaft in der viertklassigen Regionalliga Nord.
Zur Saison 2019/20 wechselte Jacobsen für ein Jahr auf Leihbasis zum Drittligisten 1. FC Magdeburg. Dort kam er zu 32 Ligaeinsätzen (27-mal von Beginn), in denen er ein Tor erzielte.
Zur Sommervorbereitung 2020 kehrte Jacobsen zu Werder Bremen zurück und wurde in den Kader der zweiten Mannschaft integriert. Mitte September 2020 wechselte er bis zum Ende der Saison 2020/21 erneut auf Leihbasis zum 1. FC Magdeburg. Dort gehörte er zum Stammpersonal und absolvierte 33 Drittligaspiele (alle von Beginn).
In der Sommerpause 2021 kehrte Jacobsen zum SV Werder zurück, der zuvor in die 2. Bundesliga abgestiegen war. Die Vorbereitung absolvierte er zunächst unter dem neuen Cheftrainer Markus Anfang in der Profimannschaft. Er reiste allerdings nicht mit in das Trainingslager, sondern hielt sich wieder bei der zweiten Mannschaft fit. Mitte Juli 2021 zog er sich im Training der Profis einen Kreuzbandriss zu. Nach seiner Verletzung gehörte er auch unter Ole Werner nicht dem Profikader an. Im März 2022 gab er sein Comeback in der Regionalliga Nord. Bis zum Ende der Saison 2021/22 folgten noch 8 weitere Einsätze und ein Tor. Anschließend verließ Jacobsen den Verein mit seinem Vertragsende.
Mit dem Beginn der Sommervorbereitung 2022 stellte sich der 25-Jährige als Probespieler beim Regionalligisten VfB Lübeck vor. Jacobsen schloss sich zur Saison 2022/23 jedoch dem Drittligaaufsteiger SV Elversberg an, bei dem er einen Vertrag bis zum 30. Juni 2024 unterschrieb. Am Ende der Saison 2022/2023 stieg er mit seinem Verein in die 2. Bundesliga auf.
Im Sommer 2024 wechselt Jacobsen zum TSV 1860 München.

### In der Nationalmannschaft
Jacobsen spielte für die U15-, U16-, U17- und U20-Auswahl des DFB.

## Erfolge
SV Elversberg
- Meister der 3. Liga und Aufstieg in die 2. Bundesliga: 2022/2023